# أماندا ليند

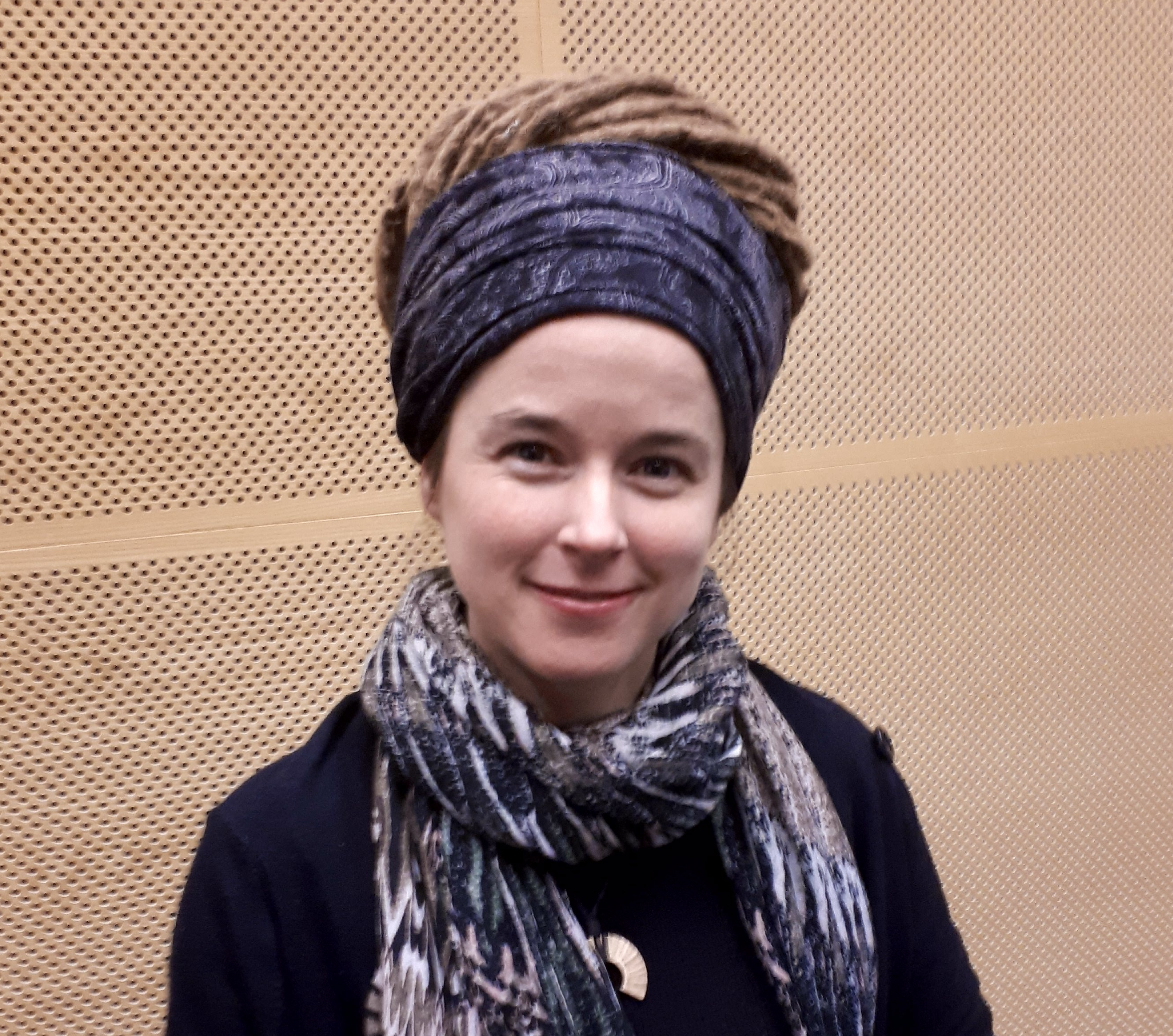
أماندا ليند

أماندا صوفيا مارجريت ليند (بالسويدية: Amanda Lind) (مواليد 2 أغسطس 1980) هي سياسية سويدية عضو في حزب الخضر. منذ 2019 أصبحت وزيرة للثفافة والديمقراطية ضمن حكومة ستيفان لوفن.
نشأت أماندا في مدينة لوليو.كان والدها كاهناً ووالدتها صيدلانية.أنضمت لحزب الخضر في 1999.
متزوجة من المخرج بيورن أولا ليند ولديهم طفلين.